# Up In The Smoke
Up in Smoke Tour var en West-Coast hiphop tur i 2000 med kunstnerne Ice Cube, Eminem, Proof, Snoop Dogg, Dr. Dre, Nate Dogg, Kurupt, D12, MC Ren, Westside Connection, Mel-Man, Tha Eastsidaz, Doggy's Angels, Devin the Dude, Warren G, TQ, Truth Hurts og Xzibit.

## Spillesteder
Turen rejseplan omfattede følgende byer:
- 6/15 – Chula Vista, CA @ Coors Amphitheatre
- 6/16 – Anaheim, CA @ Arrowhead Pond
- 6/18 – The Woodlands, TX @ Woodlands Mitchell Pavilion
- 6/19 – San Jose, CA @ San Jose Arena
- 6/24 – Portland, OR @ Rose Garden Arena
- 6/26 – Nampa, ID @ Idaho Center
- 6/30 – Indianapolis, IN @ Conseco Fieldhouse
- 7/1 – Columbus, OH @ Schottenstein Center
- 7/2 – Cleveland, OH @ Gund Arena
- 7/3 – Pittsburgh, PA @ Mellon Arena
- 7/4 – Toronto, ON @ Molson Amphitheatre
- 7/6 – Detroit, MI @ Joe Louis Arena
- 7/7 – Auburn Hills, MI @ Palace Of Auburn Hills
- 7/8 – Rosemont, IL @ Allstate Arena
- 7/9 – Milwaukee, WI @ Bradley Center
- 7/10 – Minneapolis, MN @ Target Center
- 7/13 – Rochester, NY @ Blue Cross Arena
- 7/14 – Albany, NY @ Pepsi Arena
- 7/15 – East Rutherford, NJ @ Continental Airline Arena
- 7/16 – Scranton, PA @ Toyota Pavilion at Montage Mountain|Coors Light Amph. @ Montage Mountain
- 7/18 – Philadelphia, PA @ First Union Spectrum
- 7/19 – Uniondale, NY @ Nassau Coliseum
- 7/20 – Worcester, MA @ The Centrum
- 7/21 – Worcester, MA @ The Centrum
- 7/22 – Hartford, CT @ Hartford Civic Center
- 7/25 – Buffalo, NY @ HSBC Arena
- 7/27 – Baltimore, MD @ Baltimore Arena
- 7/29 – Charlotte, NC @ Charlotte Coliseum
- 8/1 – Fort Lauderdale, FL @ National Car Rental Center
- 8/2 – Tampa, FL @ Ice Palace
- 8/4 – Atlanta, GA @ Lakewood Amphitheatre
- 8/5 – New Orleans, LA @ New Orleans Arena
- 8/6 – Houston, TX @ Astrodome U.S.A.
- 8/7 – Dallas, TX @ Starplex Amphitheatre
- 8/8 – San Antonio, TX @ Alamodome
- 8/10 – Phoenix, AZ @ America West Arena
- 8/11 – Las Vegas, NV @ Thomas & Mack Center
- 8/12 – Fresno, CA @ Selland Arena
- 8/13 – San Jose, CA @ San Jose Arena
- 8/15 – Tacoma, WA @ Tacoma Dome
- 8/16 – Vancouver, BC @ General Motors Place
- 8/18 – West Valley, UT @ E Center
- 8/20 – Englewood, CO Fiddler's Green Amph.
- 8/21 – Rabat, Morocco @ Megarama

## Sporliste
| Nummer                                                          | Kunstner                                | Album                               |
| --------------------------------------------------------------- | --------------------------------------- | ----------------------------------- |
| Hello                                                           | Ice Cube & MC Ren                       | War & Peace Vol. 2 (The Peace Disc) |
| You Can Do It                                                   | Ice Cube & Ms. Toi                      | War & Peace Vol. 2 (The Peace Disc) |
| The Gutter Shit                                                 | Ice Cube                                | War & Peace Vol. 2 (The Peace Disc) |
| The Nigga Ya Love To Hate                                       | Ice Cube                                | AmeriKKKa's Most Wanted             |
| AmeriKKKa's Most Wanted                                         | Ice Cube                                | AmeriKKKa's Most Wanted             |
| We Be Clubbin'                                                  | Ice Cube                                | The Player's Club                   |
| Kill You                                                        | Eminem & Proof                          | The Marshall Mathers LP             |
| Dead Wrong                                                      | Eminem & Proof                          | Born Again                          |
| Under the Influence                                             | Eminem med Dirty Dozen                  | The Marshall Mathers LP             |
| Marshall Mathers                                                | Eminem & Proof                          | The Marshall Mathers LP             |
| Criminal                                                        | Eminem & Proof                          | The Marshall Mathers LP             |
| The Real Slim Shady                                             | Eminem & Proof                          | The Marshall Mathers LP             |
| The Next Episode                                                | Dr. Dre, Snoop Dogg, Kurupt & Nate Dogg | 2001                                |
| Who Am I (What's My Name)?                                      | Snoop Dogg                              | Doggystyle                          |
| Nuthin' But a "G" Thang                                         | Dr. Dre & Snoop Dogg                    | The Chronic                         |
| Bitch Please                                                    | Snoop Dogg & Xzibit                     | No Limit Top Dogg                   |
| What’s The Difference                                           | Dr. Dre, Xzibit & Eminem                | 2001                                |
| Forgot About Dre                                                | Dr. Dre & Eminem                        | 2001                                |
| Tributo a Eazy-E, Big Pun, Biggie Smalls, Roger Troutman & 2Pac | Dr. Dre & Snoop Dogg                    | Nessuno                             |
| California Love                                                 | Dr. Dre                                 | All Eyez on Me                      |
| 2 of Amerikaz Most Wanted                                       | Tupac & Snoop Dogg                      | All Eyez on Me                      |
| Fuck You                                                        | Dr. Dre, Devin the Dude & Snoop Dogg    | 2001                                |
| Let Me Ride Intro                                               | Truth Hurts                             | -                                   |
| Let Me Ride                                                     | Dr. Dre                                 | The Chronic                         |
| Still D.R.E.                                                    | Dr. Dre & Snoop Dogg                    | 2001                                |